# André Bas
Pour les articles homonymes, voir Bas.
André Bas est un homme politique français, né le 19 juin 1889 à Miserey-Salines dans le Doubs et mort le 5 novembre 1978 à Colmar, député du Haut Rhin de 1945 à 1951 à l'Assemblée nationale.
Il est viticulteur négociant et contribue au développement de l'agriculture et du vin d'Alsace tout au long de sa vie. Il est aussi maire d'Husseren-les-Chateaux, village rural à proximité de Colmar, élu au conseil municipal dès son arrivée au village en 1919, puis maire de 1925 jusqu'à son retrait de la vie publique en 1971.

## Naissance, études etPremière Guerre mondiale
Né le 19 juin 1889 à Miserey-Salines en Franche-Comté dans une famille d'agriculteurs il passe son baccalauréat en 1908 chez les frères Chrétiens de Besançon et entre au service des ponts et chaussées du Doubs tout en suivant par correspondance les cours de l'École des travaux publics de Paris. 
De 1911 à 1913 il réalise son service militaire en tant qu'artilleur, au 9e régiment d'artillerie de Belfort ; en 1914 il est à nouveau mobilisé et reste sous les drapeaux jusqu'en 1919. Blessé (gazé), décoré de la croix de guerre alors qu'il commande une batterie en différents points du front, il fait son entrée en Alsace avec l'armée française en 1918, et y rencontre sa femme Marthe Kuentz, avec qui il aura trois fils, Henri, Jean-Michel et Raymond. 

## Entre-deux guerres
Pendant l'entre-deux-guerres, il s'attache à développer l'exploitation viticole et le vin "Kuentz-Bas", maire de son village, il est proche du mouvement Chretien Démocrate, mais s'oppose vigoureusement au mouvement autonomiste alsacien. 

## Seconde guerre mondiale
Nommé Capitaine en 1935, il est mobilisé à nouveau en 1939, au service des chemins de fer, chargé d'évacuer les civils des zones de guerre, notamment à proximité de la ligne Maginot. Après la capitulation française il est démobilisé et rentre en Alsace. Il fuit néanmoins la région en phase d'être annexée au Reich et dont les « Français de l'intérieur » sont systématiquement chassés, au même titre que les juifs, les fonctionnaires français, les francophiles en général. Revenu en Franche Comté il aide de nombreux Alsaciens en transit, désireux de rejoindre la France libre. Inquiété par la Gestapo pour ses activités de passeur, il quitte Besançon pour Lyon puis Clermont-Ferrand où se sont réfugiés de nombreux Alsaciens et notamment les professeurs et étudiants de l'Université de Strasbourg. Il bénéficie alors d'une charge officielle du régime de Vichy dans le secteur du ravitaillement, dont le laissez-passer lui permet de sillonner l'Auvergne, rencontrant de nombreux alsaciens, les réconfortants à l'occasion et faisant circuler des marchandises à destination des plus infortunés d'entre eux.

## Après guerre, Assemblée Nationale
Il rentre en Alsace en février 1945 et s'engage en politique au sein du Mouvement républicain populaire (MRP). Il est élu membre des deux Assemblées Constituantes qui enfanteront de la Quatrième République. Il est ensuite député de 1946 à 1951. Son mandat sera marqué par son travail pour le développement de l'agriculture, son appui aux déplacés de guerre, et ses enquêtes sur les zones d'occupations françaises en Allemagne et en Autriche. Il propose 19 propositions de lois et de rapports, notamment une portant sur l'appellation « Vin d'Alsace ». Quelques incidents avec Marcel Cachin, député Communiste et directeur du journal L'Humanité marquent aussi son mandat. Il se dévoua à la cause du retour des Banatais, population d'origine Alsacienne installée dans le Banat (Roumanie) au XVIIIe siècle. Il intervient à plusieurs reprises pour le retour des Malgré nous, ces Alsaciens-Mosellans incorporés de force dans l'armée allemande et dont de nombreux prisonniers étaient encore détenus en URSS en 1950.
En 1951, en désaccord avec le MRP, il ne se représente pas aux élections législatives. Il se consacre pour les vingt années suivantes au rapprochement franco-allemand et à la construction européenne, notamment au côté de Robert Schuman.

## Engagement européen
Proche de Robert Schuman, élu comme lui des départements recouvrés au lendemain de la première guerre mondiale, il devient membre du Mouvement Fédéraliste Européen dès 1946, qu'il dirige en Alsace. Il se prononce en faveur du fédéralisme intégral ; et malgré son combat en faveur des anciens combattants. 
Il participe au premier Congrès de l'Union parlementaire européenne (UPE) à Gstaad en 1947 au cours duquel cent quatorze députés et sénateurs européens - parmi lesquels René Coty, Konrad Adenauer et Von Brentano - venus de dix pays débattent des moyens les plus efficaces pour promouvoir le fédéralisme européen. Ils décident d'agir par le biais de groupes parlementaires fédéralistes et d'élaborer un projet de constitution européenne à caractère fédéral ou confédéral comprenant un pouvoir exécutif, législatif et judiciaire, avec une monnaie européenne commune.Il prendra part aux congrès de l'UPE les années suivantes à Venise, Constance et Interlaken et sera élu président de la commission des réfugiés. 
Il œuvre pour le rapprochement franco-allemand en prenant la tête des anciens combattants en Alsace. Il fait partie des signataires en 1964 à Memmingen (Bavière) du "pacte d'union pour la paix" adopté par toutes les unions d'anciens combattants d'Europe. Il défend le projet de Communauté européenne de défense, rejeté en 1954. Il préside le Mouvement fédéraliste européen d'Alsace jusqu'en 1962, continuant d'œuvrer à la construction européenne. Son attachement à promouvoir la paix le conduit à devenir correspondant de l'ONU en Alsace. En 1971, il quitte ses fonctions de Maire d'Husseren-les-Châteaux et se retire de la vie politique.